# 塔尔寺
36°28′53.18″N 101°35′57.09″E / 36.4814389°N 101.5991917°E

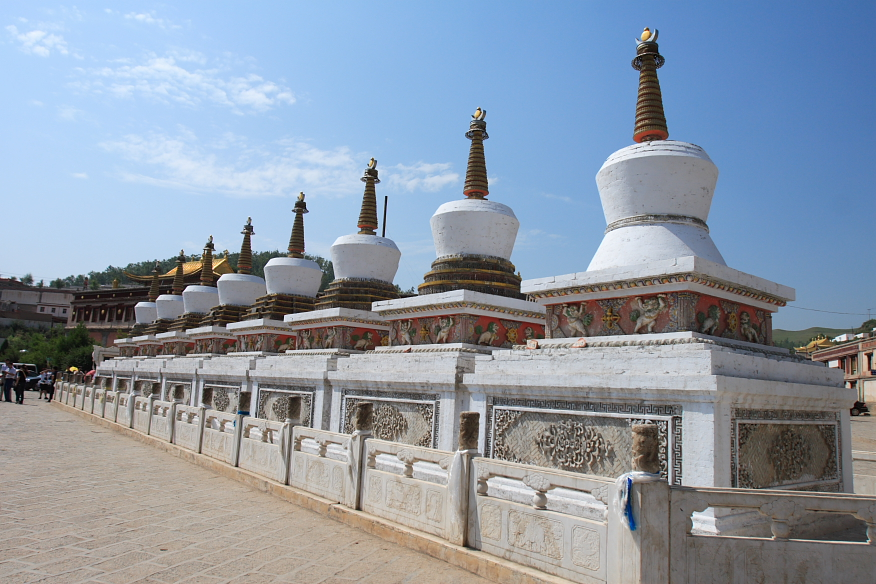
塔尔寺八塔

塔尔寺（藏語：སྐུ་འབུམ་བྱམས་པ་གླིང་，威利转写：sku-'bum byams-pa gling），位于中国青海省西宁市西南25公里的湟中区鲁沙尔镇。始建于明代嘉靖三十九年（1560年），是藏传佛教格鲁派六大寺院之一，是格鲁派创始人宗喀巴的诞生地。塔尔寺位于藏族称为安多的文化地区。
1949年因国共内战，马步芳曾迁成吉思汗八白室至塔尔寺。1954年，中华人民共和国将八白室迁回内蒙古伊金霍洛旗。

## 寺院概况

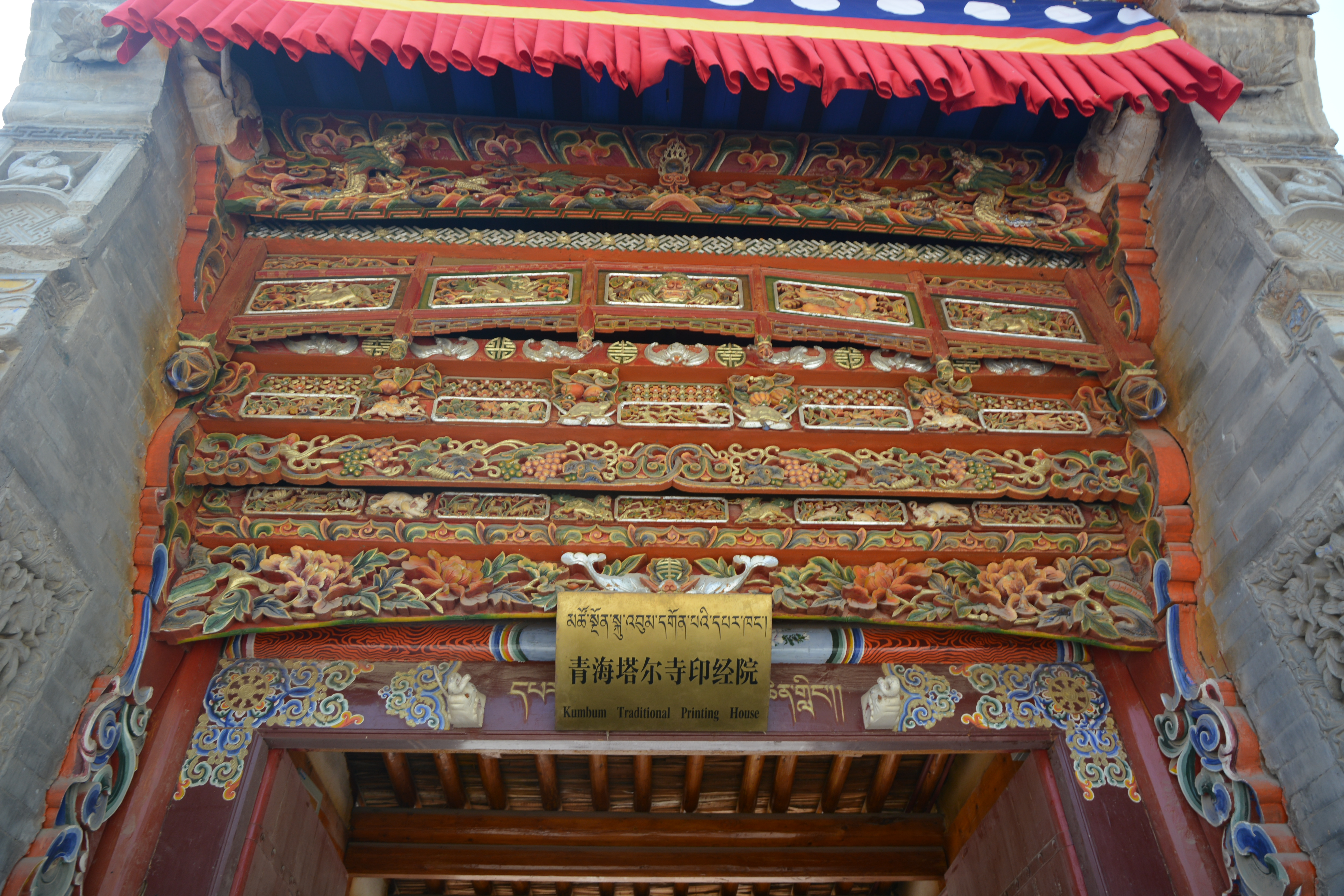
塔尔寺印经院

塔尔寺藏语称为“贡本噶丹贤巴林”，位于雪域东部宗曲（湟水）之滨湟中县鲁沙尔镇的宗喀莲花山中，是被佛教界誉为“第二佛陀、雪域高原智者庄严顶饰”的格鲁派宗师至尊宗喀巴大师的诞生圣地。因在诞生地奇迹般长出一棵每片叶上各显一尊獅子吼佛像的菩提树，又被赞誉为“第二蓝毗尼园”。是藏传佛教格鲁派六大著名丛林之一。自藏历土羊年（1379年）建圣塔，巳经历了六百多年的沧桑，藏历金猴年（1560年）建成的贤巴林（弥勒佛殿）也有四百多年的历史。之后逐步建成占地面积45万平方米的一组庞大的建筑群，以供奉菩提大银塔的大金瓦殿为中心，依山傍塬、藏汉结合，由大经堂、弥勒殿、九间殿、花寺、小金瓦寺、居巴扎仓、丁科扎仓、曼巴扎仓、大拉浪、大厨房、如意宝塔等9300余间组成。
塔尔寺四周群山环抱，状似八瓣莲花，视地观天，陵涧起伏，状如八辐法轮。祥光照射下的梵宇佛寺独具风格，宫殿式建筑与平顶式建筑依山就势，巧妙布局。巧夺天工的雄伟建筑，恢宏壮观，气势磅礴。体现了藏汉文化交汇融合的特色和风格。佛殿、经堂内供奉的佛、菩萨、阿罗汉、神像等不同质料的塑像造型精美。
塔尔寺除宏伟壮丽的建筑群外，还是一座文物精品荟萃，异彩纷呈的文化艺术宝库。寺院佛教文化包涵在藏族传统文化“大小五明”学科之内。其中内明学（佛学）是寺院文化的核心和精髓。浩如烟海的佛教经典是佛教文化的集大成者，塔尔寺佛教文化与藏区其他格鲁派寺刹一样，也是通过札仓这个学术机构来传播的。贡本贤巴林的四大札含（学院）可以说是雪域佛教文化学苑的一个缩影。念经、学经、讲经、辩经是学习研宄彿学的不同实践活动。各种佛事活动、法事仪轨是寺院佛教文化的另一种具体表现形式。寺院建筑及文化，包括木雕、砖離、石雕、尺度技艺；佛像、佛塔、佛经、僧装服饰的制作工艺；壁画、堆绣、酥油花“三绝”艺术皆属五明学的工巧明（工艺学）学科。医学和历算学也闻名遐迩。寺院佛教文化博大精深。古往今来，引起国内外一些专家学者的极大兴趣，研究成果斐然。

## 活佛

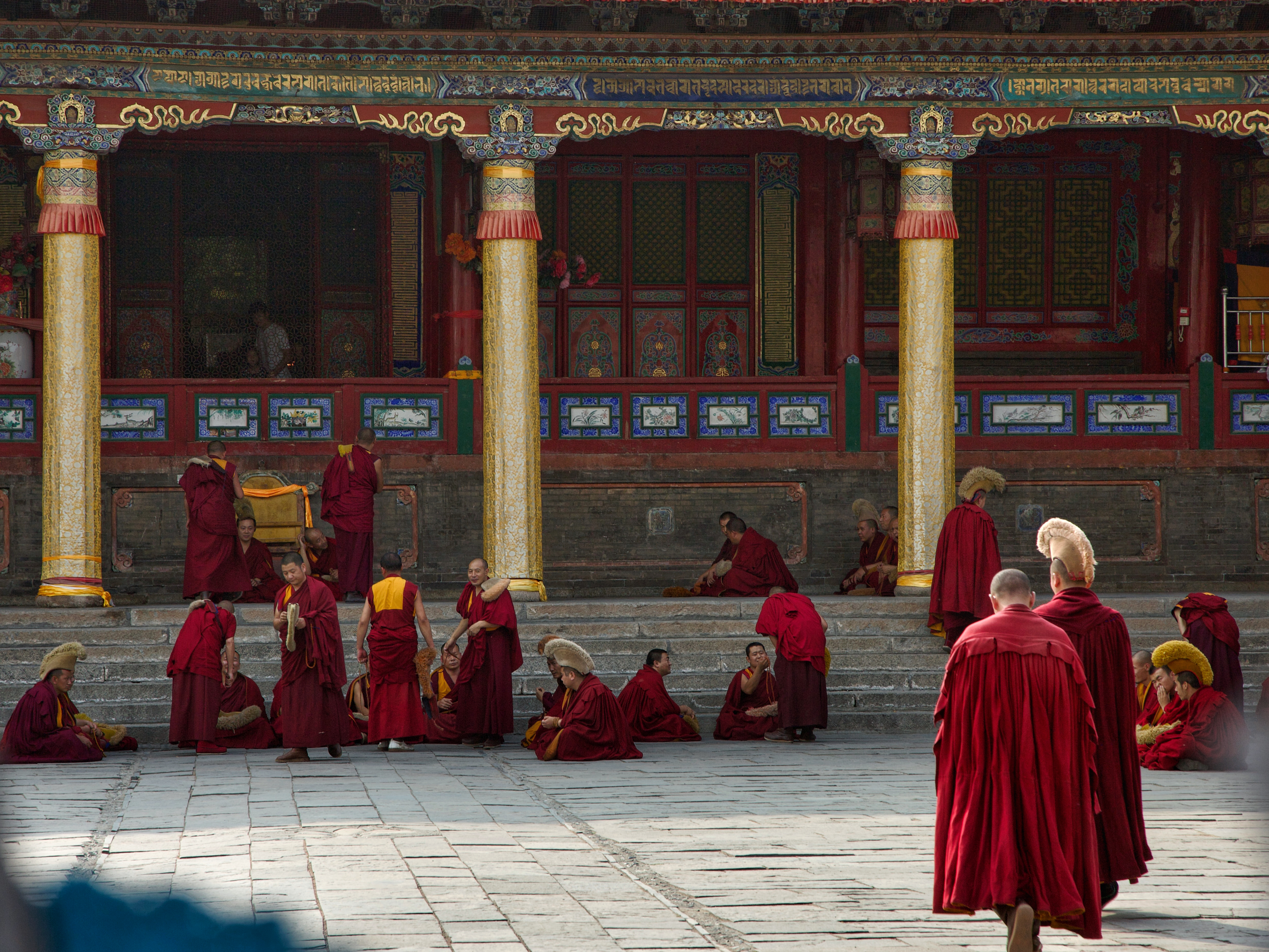
塔尔寺内，准备辩经活动的喇嘛们。

塔尔寺的活佛系统甚多，据说共有72个活佛系统。每个活佛系统都有自己的“尕哇”（府邸），有管家及服侍喇嘛。其中主要活佛系统及现世活佛有：
- 阿嘉活佛：阿嘉·洛桑图旦·久美嘉措
- 赛赤活佛：赛赤·确吉洛智嘉措
- 拉科活佛：拉科·罗桑丹贝昂秀
- 土观活佛：土观·嘉木样洛藏丹贝尼玛
- 嘉木样活佛：嘉木样·洛桑久美·图丹却吉尼玛
- 赛朵活佛：赛朵·洛桑夏珠确吉坚赞
- 却西活佛：却西·洛藏益西格勒嘉措
- 巴周活佛：（转世灵童待寻访）
- 却藏活佛：却藏·罗桑丹贝旺秀
- 西纳活佛：西纳·洛桑旦贝坚赞
- 嘉雅活佛：嘉雅·洛桑巴旦曲杰旺秀
- 当彩活佛：（转世灵童待寻访）
- 香萨活佛：香萨·罗桑隆朵却吉坚赞
- 卓仓智合仓活佛：仓成善
- 米纳活佛：（法名不详）
- 扎西活佛：扎西·隆多旦曲尖措
- 宗康活佛：宗康·昂旺华旦丹贝坚赞
- 格嘉活佛：格嘉·曲吉坚赞
- 关嘉活佛：关嘉·洛桑协主彭措尖参
- 本巴活佛：（法名不详）
- 安嘉斯活佛：安嘉斯·洛桑华旦丹贝坚赞
- 夏格日活佛：夏格日·昂旺图旦坚措
- 杨嘉活佛：杨嘉·格桑图旦夏珠
- 孟嘉活佛：孟嘉·洛藏图旦加措
- 东科活佛：（法名不详）
- 帕玉活佛：（法名不详）
- 尼隆活佛：（法名不详）
- 堪布活佛：（法名不详）
- 参卓活佛：（转世灵童待寻访）
- 噶钦活佛：（转世灵童待寻访）
- 乌兰活佛：乌兰·洛桑加样僧格
- 裴嘉活佛：（转世灵童待寻访）
- 曲嘎尔活佛：（转世灵童待寻访）

## 外部連結
- 塔爾寺官網 （页面存档备份，存于）